# Obed Nkambadio
Obed Nkambadio, né le 7 février 2003 à Paris 14e, est un footballeur français, qui joue au poste de gardien de but au Paris FC.

## Biographie

### En club
Obed Nkambadio débute le football à l'Académie de football d'Épinay-sur-Seine, qu'il rejoint en 2010. Après six années, il rejoint l'AS Jeunesse Aubervilliers. En 2018, il rejoint l'Entente Sannois Saint-Gratien. Malgré une saison freinée par une blessure qui l'éloigne des terrains pendant six mois, il rallie le Paris FC en 2019. En 2020, il repousse les avances du Valence CF pour continuer sa formation dans la capitale française. Au mois de juillet 2021, il signe son premier contrat professionnel d'une durée de trois saisons avec le Paris FC.
Alors qu'il commence la saison 2023-2024 comme doublure d'Ivan Filipović, il devient numéro un à partir du déplacement sur le terrain du FC Annecy le 30 septembre 2023 dans le cadre de la 9e journée de Ligue 2. 

### En sélection
Le 27 février 2020, Obed Nkambadio honore sa première sélection en équipe de France des moins de 17 ans face au Danemark. 
Le 19 novembre 2022, il dispute son premier avec la sélection des moins de 20 ans contre l'Arabie saoudite.
En octobre 2023, il est convoqué par Thierry Henry en équipe de France espoirs. Il joue son premier match avec l'équipe espoirs un an plus tard lors d'un match nul deux buts partout contre l'Allemagne.
Le 3 juin 2024, Thierry Henry le sélectionne dans une pré-liste de 25 joueurs afin de disputer les Jeux olympiques 2024 à Paris avant de le convoquer dans la liste définitive des 18 joueurs le 8 juillet. Il prend part au troisième match de poule remporté trois buts à zéro contre la Nouvelle-Zélande.
En juin 2025, il est sélectionné pour participer à l'Euro espoirs.  

## Statistiques
| Saison                | Club                  | Championnat           | Championnat | Championnat | Coupe(s) nationale(s) | Coupe(s) nationale(s) | Autres compétitions | Autres compétitions | Autres compétitions | Total | Total |
| Saison                | Club                  | Division              | M.          | B.          | M.                    | B.                    | Comp.               | M.                  | B.                  | M.    | B.    |
| 2023-2024             | Paris FC              | Ligue 2               | 30          | 0           | -                     | -                     | PO                  | 1                   | 0                   | 31    | 0     |
| 2024-2025             | Paris FC              | Ligue 2               | 34          | 0           | -                     | -                     | -                   | -                   | -                   | 34    | 0     |
| Total sur la carrière | Total sur la carrière | Total sur la carrière | 64          | 0           | -                     | -                     | -                   | 1                   | 0                   | 65    | 0     |

## Palmarès

### En club
Il est vice-champion de Ligue 2 en 2025 avec le Paris FC.

### En équipe nationale
Avec l'équipe de France olympique, Obed Nkambadio est médaillé d'argent au Jeux olympiques de Paris 2024.
| France olympique                               |
| ---------------------------------------------- |
| - Jeux olympiques : - Médaille d'argent : 2024 |

## Décorations
- Chevalier de l'ordre national du Mérite (décret du 23 septembre 2024)[9]